# Millie Bobby Brown
Millie Bonnie Brown, detta Millie Bobby (Marbella, 19 febbraio 2004), è un'attrice e produttrice cinematografica britannica.
Ha ottenuto il successo con il ruolo di Undici nella serie televisiva Stranger Things, ideata dai Duffer Brothers e distribuita da Netflix, che le è valso due candidature agli Screen Actors Guild Award e due al Premio Emmy alla miglior attrice non protagonista (nel 2017 e nel 2018), divenendo la più giovane attrice a ottenere la candidatura.
Il suo esordio cinematografico è stato con il film Godzilla II - King of the Monsters (2019) nei panni di Madison Russell, ruolo ripreso per il seguito Godzilla vs. Kong (2021). È nota anche per i film Enola Holmes ed Enola Holmes 2 nei quali ha recitato nel ruolo della protagonista e di cui è produttrice.
Nel 2017 è stata inserita nella lista dei trenta adolescenti più influenti al mondo secondo il Time, ed è la più giovane a essere nominata ambasciatrice di buona volontà dell'UNICEF. Nel 2018 la rivista la inserisce fra le cento persone più influenti del mondo.

## Biografia

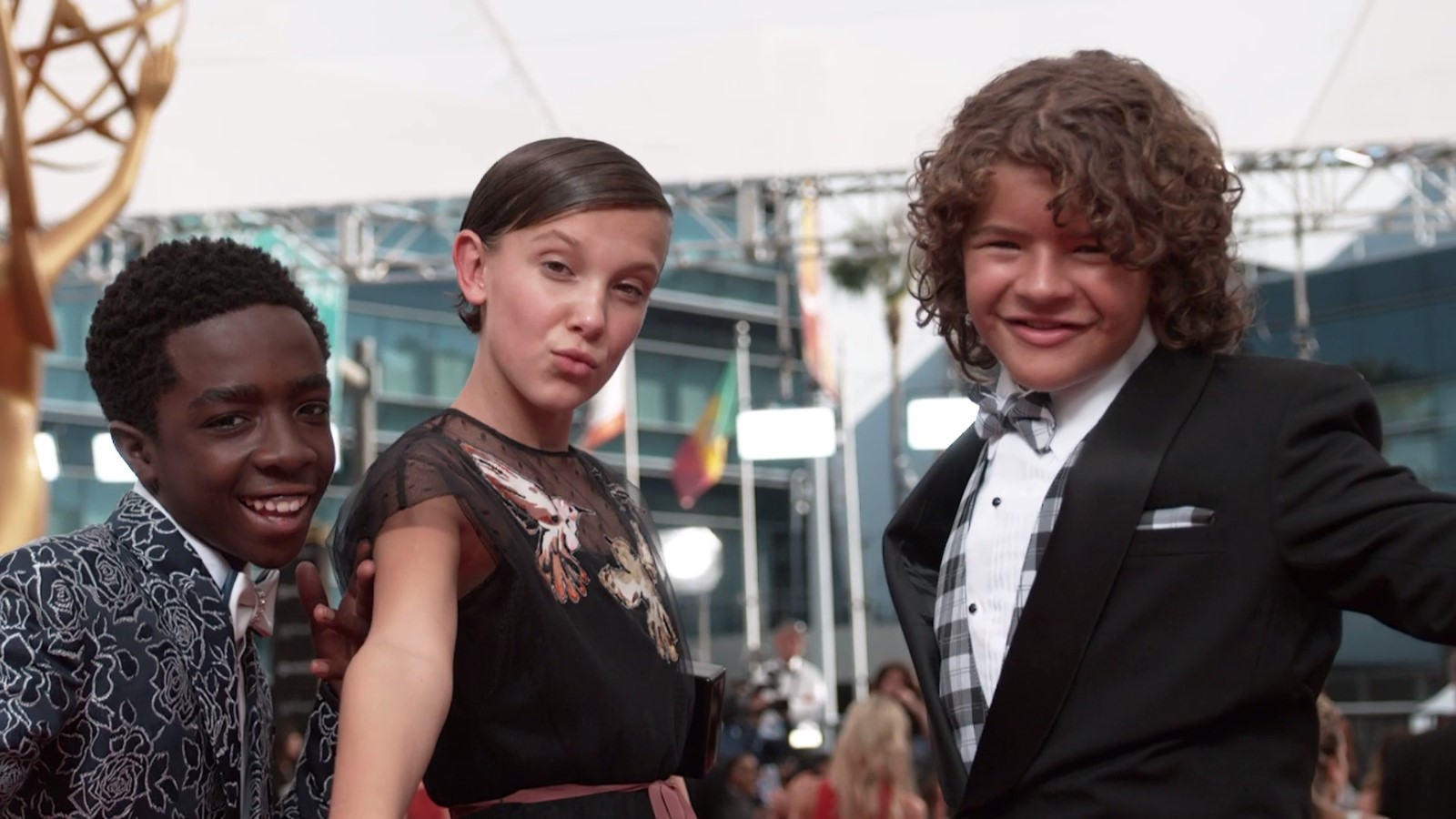
Caleb McLaughlin, Millie Bobby Brown e Gaten Matarazzo agli Emmy Awards 2016

Terzogenita dei quattro figli di Kelly e Robert Brown, Millie Bobby Brown è nata in Spagna, vicino a Malaga, da genitori britannici che all'epoca gestivano un ristorante a Marbella. Sin dalla nascita Millie ha manifestato problemi all'udito, che con il passare degli anni hanno portato a una leggera ipoacusia all'orecchio destro.
Nel 2008 la famiglia si trasferisce a Bournemouth, nel Regno Unito, per poi stabilirsi nel 2011 a Orlando, Florida, negli Stati Uniti, dove ha modo di frequentare una scuola di recitazione. Qui viene notata da un agente dello spettacolo di Hollywood che consiglia ai genitori di portare la figlia a Los Angeles per farla partecipare a delle audizioni. Vi partecipa e viene scritturata per interpretare Alice (da bambina) in un paio di episodi della serie televisiva C'era una volta nel Paese delle Meraviglie (Once Upon a Time in Wonderland) andati in onda nel 2013.
In seguito viene scritturata nel cast principale della serie televisiva del 2014 Intruders, ricoprendo poi una parte di rilievo in un episodio di NCIS - Unità anticrimine e apparire anche in Modern Family (nel ruolo di Lizzie) e Grey's Anatomy.

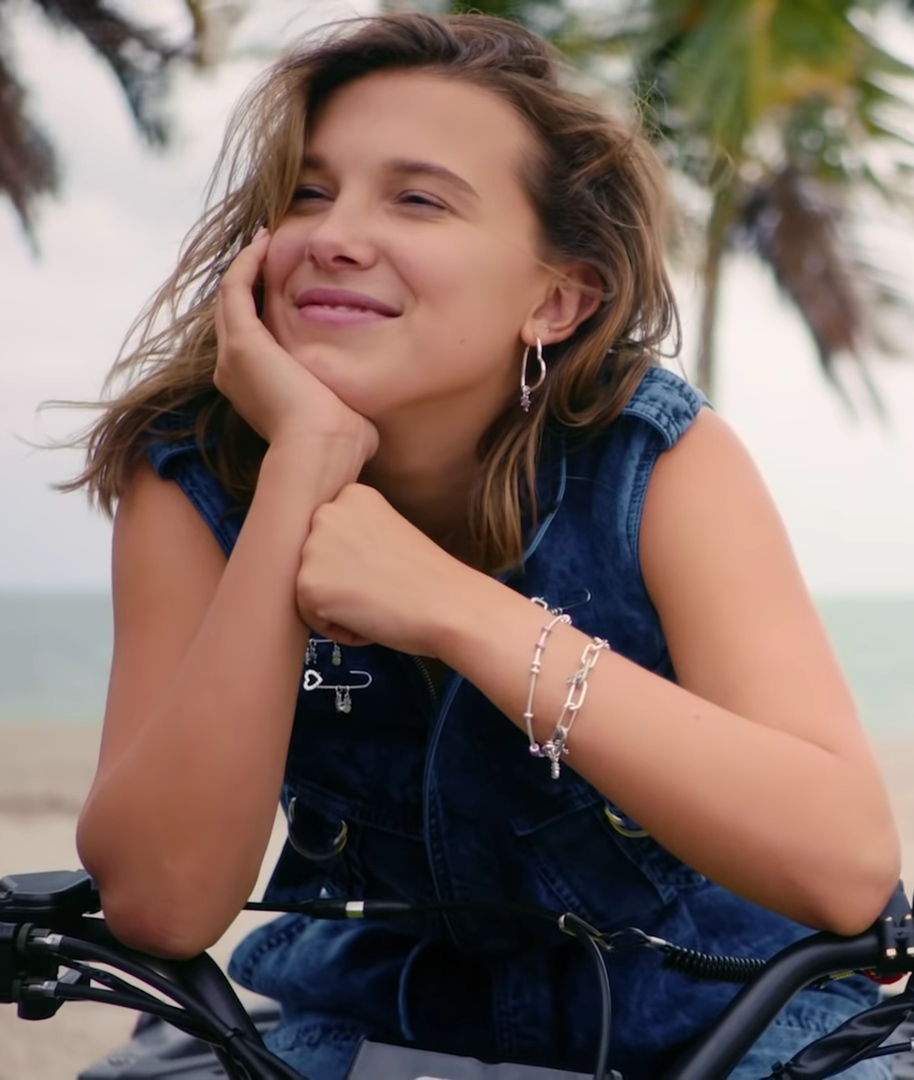
Millie Bobby Brown per la pubblicità Pandora del 2020

Nel 2015 viene scelta per impersonare il ruolo della protagonista Undici, una ragazza con poteri soprannaturali, nella serie televisiva Stranger Things, distribuita da Netflix l'anno seguente. Dalla messa online del 15 luglio 2016, la serie ha un notevole successo in tutto il mondo. La prova attoriale di Brown riceve numerosi riconoscimenti, risultando molto intensa e tutt'altro che semplice per un'attrice così giovane, ruolo per il quale viene nominata al Premio Emmy e agli Screen Actors Guild Award.
Brown è la protagonista del video ufficiale del singolo Find Me dei produttori drum and bass Sigma e cantato da Birdy. Il video, uscito il 3 novembre 2016, richiama subito l'attenzione registrando oltre 3 milioni di visualizzazioni in 10 giorni. Nel 2017 compare nel video ufficiale del brano I Dare You del gruppo The xx, estratto dall'album I See You dello stesso anno. Nel gennaio 2017 esordisce come modella per Calvin Klein. Nel novembre 2018 collabora con The Sims 4 con la "Sfida della positività".
Nel 2018 incomincia a collaborare alla realizzazione di una serie di film incentrati su Enola Holmes, giovane detective e sorella minore del celebre Sherlock Holmes. L'idea per la serie si basa sui romanzi della scrittrice statunitense Nancy Springer, che vedono come protagonista la giovane investigatrice. Il primo film, intitolato semplicemente Enola Holmes, è uscito nel 2020 con la regia di Harry Bradbeer. Fa inoltre delle brevi apparizioni nel video musicale Girls like You dei Maroon 5.
Nel 2019 diventa l'ambasciatrice della campagna Together #WePlayStrong della UEFA, mentre nello stesso anno esordisce al cinema con il film Godzilla II - King of the Monsters nel ruolo di Madison Russell. Il 20 agosto del 2019 annuncia la sua nuova linea di make-up chiamata Florence By Mills. Nel luglio 2020 viene annunciato che reciterà e produrrà un film intitolato The Girls I've Been, tratto dall'omonimo romanzo di Tess Sharpe e distribuito da Netflix.

## Vita privata
I genitori Kelly e Robert Brown sono britannici; ha un fratello, Charlie, e due sorelle, Paige e Ava.
Dopo diversi spostamenti, l'attrice si è stabilita ad Atlanta, in Georgia. Dal 2021 ha una relazione con Jake Bongiovi, terzogenito del cantante Jon Bon Jovi, con il quale si è sposata nel maggio 2024 in una cerimonia privata.

## Filmografia

### Attrice

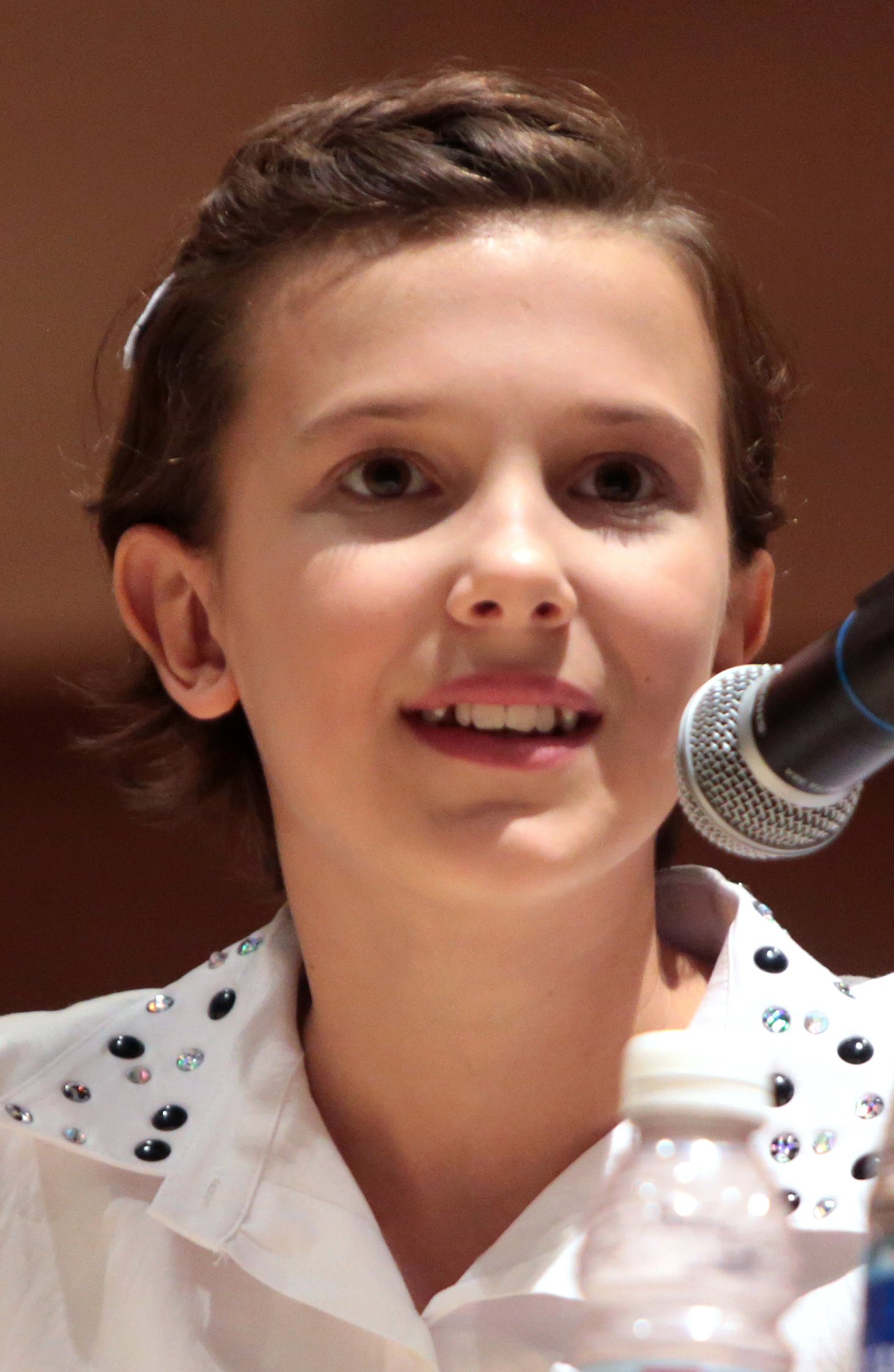
Millie Bobby Brown nel 2016

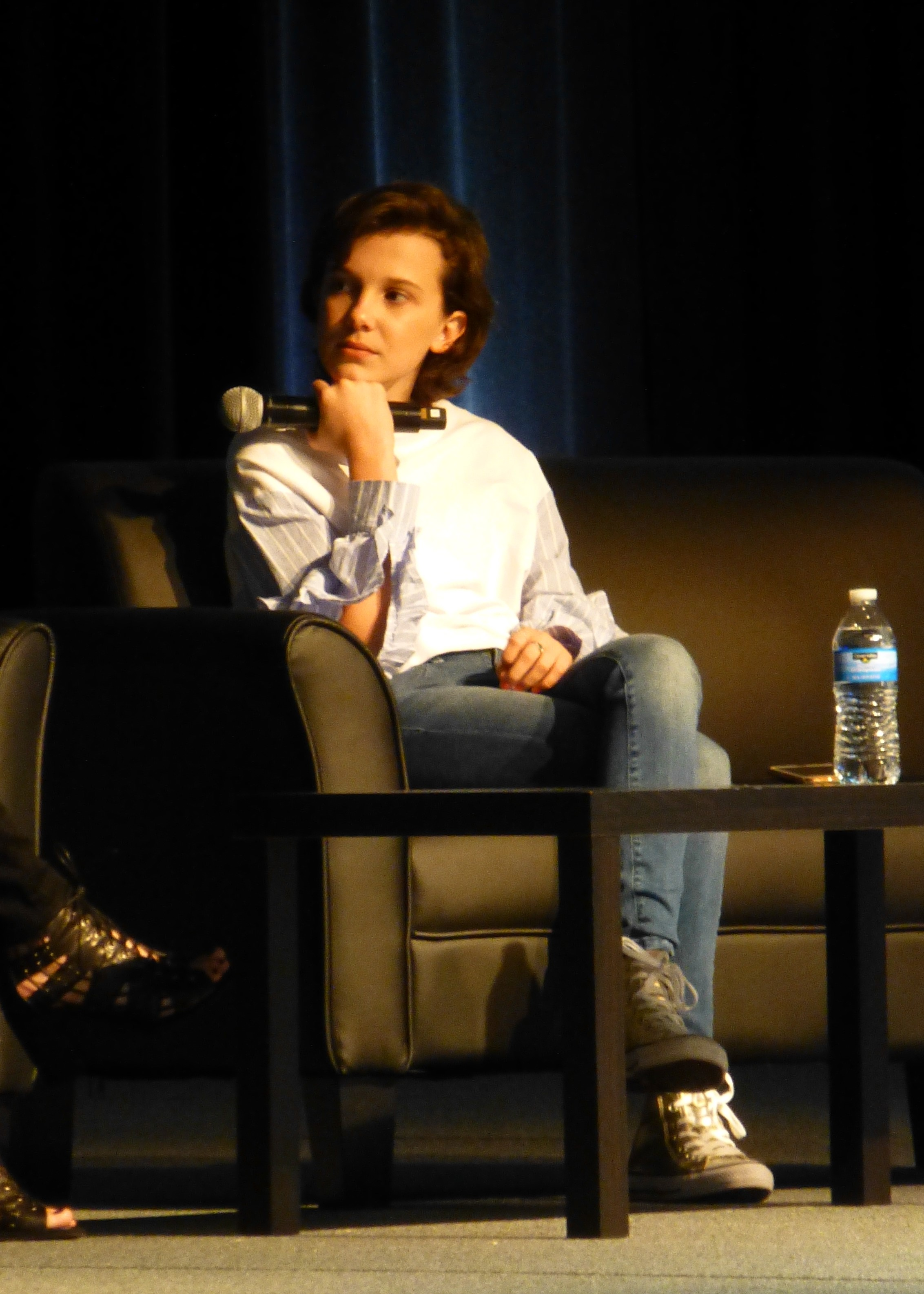
Millie Bobby Brown nel 2017 al Wizard World Cleveland

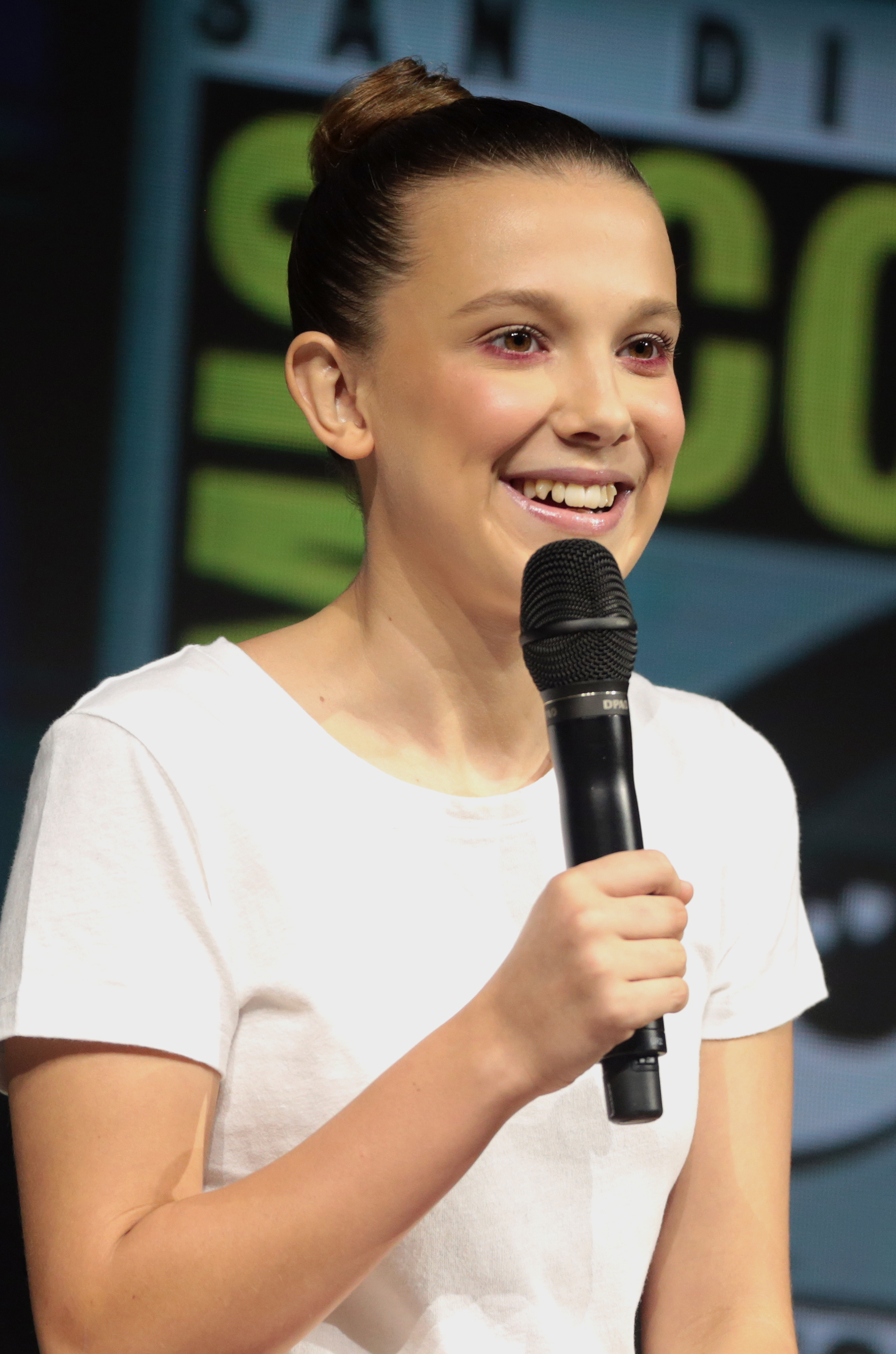
Millie Bobby Brown nel 2018

#### Cinema
- Godzilla II - King of the Monsters (Godzilla: King of the Monsters), regia di Michael Dougherty (2019)
- Enola Holmes, regia di Harry Bradbeer (2020)
- Godzilla vs. Kong, regia di Adam Wingard (2021)
- Enola Holmes 2, regia di Harry Bradbeer (2022)
- Damsel, regia di Juan Carlos Fresnadillo (2024)
- The Electric State, regia di Anthony e Joe Russo (2025)
- Enola Holmes 3, regia di Harry Bradbeer (2025)

#### Televisione
- C'era una volta nel Paese delle Meraviglie (Once Upon a Time in Wonderland) – serie TV, episodi 1x01–1x05 (2013)
- Intruders – serie TV, 8 episodi (2014)
- NCIS - Unità anticrimine (NCIS) – serie TV, episodio 12x06 (2014)
- Modern Family – serie TV, episodio 6x17 (2015)
- Grey's Anatomy – serie TV, episodio 11x15 (2015)
- Asesinato en el Hormiguero Express, regia di Pablo Motos e Jorge Salvador - cortometraggio TV (2018)
- Stranger Things – serie TV, 32 episodi (2016-2022)

#### Videoclip
- Sigma feat. Birdy – Find Me, regia di Christopher Sims (2016)
- The xx – I Dare You, regia di Alasdair McLellan (2017)
- Maroon 5 feat. Cardi B – Girls like You (2018)
- Drake – In My Feelings (2018)

### Produttrice
- Enola Holmes, regia di Harry Bradbeer (2020)
- Enola Holmes 2, regia di Harry Bradbeer (2022)
- Damsel, regia di Juan Carlos Fresnadillo (2024)
- Enola Holmes 3, regia di Harry Bradbeer (2025)

## Riconoscimenti
- Premio Emmy
  - 2017 – Candidatura alla migliore attrice non protagonista in una serie drammatica per Stranger Things
  - 2018 – Candidatura alla migliore attrice non protagonista in una serie drammatica per Stranger Things
- Screen Actors Guild Award
  - 2017 – Miglior cast in una serie drammatica per Stranger Things
  - 2017 – Candidatura alla migliore attrice in una serie drammatica per Stranger Things
  - 2018 – Candidatura alla migliore attrice in una serie drammatica per Stranger Things
  - 2018 – Candidatura al miglior cast in una serie drammatica per Stranger Things
  - 2020 – Candidatura al miglior cast in una serie drammatica per Stranger Things
- Saturn Award
  - 2017 – Miglior giovane attore in una serie televisiva per Stranger Things
  - 2018 – Candidatura al miglior giovane attore in una serie televisiva per Stranger Things
  - 2019 – Candidatura al miglior attore emergente per Godzilla II - King of the Monsters
  - 2022 – Candidatura alla migliore attrice in una serie televisiva streaming per Stranger Things

## Doppiatrici italiane
Nelle versioni in italiano delle opere in cui ha recitato, Millie Bobby Brown è stata doppiata da:
- Chiara Fabiano in Stranger Things, Enola Holmes, Enola Holmes 2, Damsel, The Electric State
- Vittoria Bartolomei in C'era una volta nel Paese delle Meraviglie, NCIS - Unità anticrimine, Grey's Anatomy
- Luna Miriam Iansante in Godzilla II - King of the Monsters, Godzilla vs. Kong
- Agnese Marteddu in Intruders

## Libri
- (EN) Nineteen Steps, New York, William Morrow, 2023, ISBN 978-00-6333-577-6.